# Ярослав Наркевич
Ярослав Наркевич (лит. Jaroslav Narkevičius, пол. Jarosław Narkiewicz *1 січня 1962, Тракай, Литва) — литовський учитель, політичний діяч польської національної меншини, депутат Литовського Сейму з 2008.

## Біографія
Народився 1 січня 1962 в Тракаї.
У 1983 закінчив Вільнюський педагогічний інститут. Працював учителем математики в школах в Солкеніках (1983-1984) і Шкларах (1984-2002). Протягом багатьох років був директором середньої школи в Шкларах (1987-2002).
Член Виборчої акції поляків Литви. Керівник відділення акції в Тракайському районі. Тричі обирався до складу районної ради Тракая (в 2000, 2002 і 2007). Також керує регіональним відділенням Спілки поляків в Литві.
З 2002 керує відділом освіти адміністрації самоврядування Вільнюського району, а з 2007 заступник директора адміністрації Вільнюського міського самоврядування.
На парламентських виборах 2008 балотувався до Литовського Сейму від виборчого округу Вільнюс-Тракай, пройшов до другого туру, де випередив представника Партії національного відродження Олександра Сахарука.
У 2011 закінчив Університет Миколаса Ромеріса і отримав ступінь магістра державного управління.
У 2012 був переобраний в Сейм і став одним із заступників президента Сейму (перший поляк, який посів цю посаду).
2 травня 2012 з нагоди дня Полонії був нагороджений особисто президентом Польщі Броніславом Коморовським офіцерським хрестом Ордена Заслуг перед Республікою Польща.
Володіє литовською, польською та французькою мовами.
Одружений. Дружина Ірена. Дві дочки — Кароліна і Катаржина.